# 脊山麻理子
脊山 麻理子（せやま まりこ、1980年4月8日 - ）は、日本のグラビアアイドル、女優、フリーアナウンサー。元日本テレビアナウンサー。所属事務所は株式会社shabell。

## 略歴
東京都文京区出身。
お茶の水女子大学附属幼稚園・小学校・中学校・高等学校卒業。
高校1年時にアメリカ合衆国のオハイオ州へ1年間の留学経験がある。高校2年時に『SHIBUYA109広告モデルコンテスト』でグランプリを受賞。同社のキャンペーンガールなどを行っていたが、大学受験のため一旦芸能活動を休止する。
2000年4月に慶應義塾大学環境情報学部に入学し、湘南藤沢キャンパスにて建築デザインを学ぶ。2002年8月にメキシコに1か月間短期留学した。
大学卒業後の2004年4月に日本テレビに入社した。同期入社には鳥羽博剛・中野謙吾がいる。
2009年12月の人事でコンテンツ事業局イベントセンターイベント事業部に異動。アナウンス部を離れる。翌年の2010年2月9日に、日本テレビを退社。同年5月24日アーキテクトと契約し、フリーアナウンサーへ転身した。
2013年6月10日、アーキテクトからホリプロへ移籍したことをブログで報告した。
2014年にはグラビアデビュー。
2016年6月30日に2016年リオデジャネイロオリンピック開催に伴い、『リオデジャネイロ 民放ラジオ101局統一番組』の番組キャスターに、元スキーノルディック複合選手でスポーツキャスターの荻原次晴と共に就任した。
2017年1月4日放送の『スカウちょ!』（テレビ朝日系）の企画にて、2016年12月22日のスターダム、後楽園ホール大会にてプロレスラーとしてデビューすることが発表された。紫雷イオとタッグを組み、松本浩代＆ジャングル叫女と対戦した。
2020年1月にホリプロを退所。その後、株式会社きゅんとふる（同年1月 - 9月）、ジョックロック株式会社（同年9月 - 2022年2月）を経て、2022年2月9日付で現在の株式会社shabellに所属。
2022年2月25日（24日深夜）放送の『じっくり聞いタロウ〜スター近況（秘）報告〜』（テレビ東京系）の企画で、前年11月の開始から約2か月でマイナス10kgのダイエットに成功し、スタジオに水着姿で登場した。その後もセルフエステを続けて脂肪を落とし、2022年6月10日公開の「BODY ARCHI」のYouTube動画で、開始から半年でマイナス12kg、脂肪だけでマイナス11kgのダイエットに成功、2014年の『週刊プレイボーイ』（集英社）でのグラビアデビュー当時と同じ体重52.6kgになったことを報告した。

## 人物
- 兄が2人いる[19][20]。
- 晴れ女を自称している[21]。
- 母親は英語教師や通訳をしていた[7]。
- 趣味は、クラシックカメラで写真を撮る事[22]。中判カメラのマミヤなども愛用している。
- 横浜DeNAベイスターズのファン[23]。
- 口癖は猫の鳴きまねの「ニャニャニャー[7]」。
- 私生活では、2009年12月30日に会社員の一般男性と結婚[24]したが、2015年7月中旬に離婚したことを明らかにした[25]。

## 作品

### イメージDVD
※太字タイトルはBD版同時発売
- 34 〜永遠の天然少女〜（2014年6月25日、イーネット・フロンティア）[26]
- 永遠の青春白書35夏（2015年8月21日、イーネット・フロンティア）[27]
- DAY DREAM 白昼夢（2015年12月18日、竹書房）[28]
- シチリアの休日〜みるくぽんの足跡〜（2017年3月17日、イーネット・フロンティア）[29]
- ファム・ファタール〜運命の人〜（2018年1月20日、ラインコミュニケーションズ）[30]
- ときめきデート❤（2018年12月15日、ラインコミュニケーションズ）[31][32]
- 魅せられて（2019年3月20日、ラインコミュニケーションズ）[33][34]
- ひと夏の恋（2019年10月20日、ラインコミュニケーションズ）[35][36]
- 先生と僕のもうひとつの物語（2020年1月25日、ラインコミュニケーションズ）[37][38]
- 愛人生活 〜追憶のラマン（2020年10月20日、ラインコミュニケーションズ）[39][40]
- S x sence 369 エッセンスミルク（2022年10月28日、エスデジタル）[41][42]

### 写真集
- SEYAMA（2014年5月26日、集英社、撮影：中山雅文）ISBN 978-4087807219[43]
- mariko（2015年10月17日、ワニブックス、撮影：渡辺達生）ISBN 978-4847047923[44]
- miao（2017年2月25日、ワニブックス、撮影：熊谷貫）ISBN 978-4847048975[45]
- S（2018年11月10日、ワニブックス、撮影：塚原孝顕）ISBN 978-4847081699[46]
- M（2018年11月10日、ワニブックス、撮影：塚原孝顕）ISBN 978-4847081705[47]
- MILK（2021年7月1日、ワニブックス、撮影：塚原孝顕）ISBN 978-4847083693[48]
- 東京33度（2025年1月22日、双葉社、撮影：佐藤裕之）ISBN 978-4575319460[49]

### デジタル写真集
- すごいよ、マリコさん！（2015年1月30日、集英社［デジタル週プレ写真集］、撮影：渡辺達生）[50]
- しのび逢い（2020年6月19日、講談社［週刊現代デジタル写真集］、撮影：塚原孝顕）[51]
- 情熱（2020年6月19日、講談社［週刊現代デジタル写真集］、撮影：塚原孝顕）[52]
- 愛人生活（2020年7月10日、小学館［週刊ポストデジタル写真集］、撮影：塚原孝顕）[53]
- 過去最高に「いいオンナ」（2022年4月23日、講談社［FRIDAYデジタル写真集］、撮影：中山雅文）[54]
- 同級生（2024年8月30日、集英社［週プレ PHOTO BOOK］、撮影：熊谷貫）[55]

## 出演

### 日本テレビ時代
- エンパラナイト（2004年10月4日 - 2005年9月30日）
- テレつく!　- コーナー担当
- TVおじゃマンボウ（2005年3月26日 - 2006年3月25日）
- モノ☆ミュージアム（BS日テレ、2005年4月3日 - 2006年4月1日）
- スーパースポーツ24（日テレNEWS24、2005年10月）
- 第2日本テレビ（2005年10月6日 - 2006年9月28日）
- NNNニューススポット（2005年4月 - 2007年3月） - お天気キャスター
- スポ天ワイド（日テレNEWS24、2004年10月 - 2007年3月、土曜・日曜担当）
- ミラクル☆シェイプ
- ラジかるッ（2007年10月18・19日、2008年9月） - 宮崎宣子の代役で出演
- 26時間ちょっとテレビ幹事さまぁ〜ず 女だらけの大新年会（2008年1月1日 ） - 司会
- おネエ★MANS - （2006年10月14日 - 2009年3月10日）
- エンタの天使 - （2008年2月6日、2008年5月7日）
- SUPER SURPRISE（火曜レギュラー）
- Oha!4 NEWS LIVE
  - （2006年4月5日 - 2007年3月29日） - 水曜・木曜担当
  - （2007年4月5日 - 2008年3月28日） - 木曜・金曜担当
  - （2008年3月31日 - 2009年10月2日） - 水曜・木曜・金曜担当
- 食は知恵なり - （2009年6月28日 - 2009年11月29日） - ナレーター
- 日テレNEWS24 以下枠（2009年10月3日 - 2009年11月28日） - キャスター
  - 「午後いちニュース」 - 土曜
  - 「ニュース30＋」 - 土曜
- はんにゃのこの手があったか!（2009年10月 - 11月、不定期）

### フリー転向後
- ぼいすた!（BS-TBS、2011年4月2日 - 9月25日）
- 先端!ニューカマー・クイズ先端!tic（TOKYO MX、2011年7月2日 - 9月24日、）
- 速報!バトル☆メン（FIGHTING TV サムライ、2011年10月2日 - 2012年3月） - 司会・日曜担当
- ニッポン・ダンディ（TOKYO MX、2013年8月26日 - 27日） - 町亞聖の夏休みによる代理司会
- モーニングCROSS[56]（TOKYO MX、2014年4月1日 - 2016年4月1日） - MC
- ニュース女子（DHCシアター） - 2015年 - 2020年
- 放言BARリークス〜酒と政治とおカネと女〜（DHCシアター、2017年2月 - 2018年8月25日） - アシスタント

### ラジオ
- たかはし智秋のくるくるパーティーナイト!（バナフェス!ラジオ、2011年10月 - 2012年6月27日）
- 大谷ノブ彦 キキマス!（ニッポン放送、2014年3月31日 - 2015年3月26日） - アシスタント
- リオデジャネイロ 民放ラジオ101局統一番組（文化放送、2016年7月 - 8月） - 番組キャスター[10]
- オトナのしゃべり場～TOKYO SECRET BASE～（interfm、2024年1月5日 - ） - アシスタント[57]

### インターネット動画配信
- みのもんたのよるバズ!（AbemaTV）
- グラドルVSセクシー女優！水泳大会2018春（2018年3月23日、AbemaTV AbemaGOLD） - 進行[58]
- 癒されたい男 配信限定版（2019年5月23日、Paravi） - 肩肘張子 役

### テレビドラマ
- 匿名探偵 第6話（2014年8月15日、テレビ朝日） - 原川みのり 役
- 刑事吉永誠一 涙の事件簿14（2016年、テレビ東京） - 矢島恵 役

### 映画
- 天然少女萬（1996年、ケイエスエス）

### CM
- 東北セルラー電話
- 109（キャンペーンガール、1997年）
- オートバックス（サンドウィッチマンと共演、2008年）
- キリン「氷結」（CMナビゲーター、2016年)

### 舞台
- 忍びよる偲びの夜（2020年7月16日～7月26日　全18公演） - 主演
- 会津嶺の鐘（2022年2月9日〜14日　全10公演）

### 雑誌
- マカロニアンモナイト - フォトエッセイ「脊山麻理子の天然寫眞的日乗 BE☆NATURAL」（2005年6月 - 2009年3月）[59]
- 週刊大衆 - 脊山麻理子がナビゲート 火照るカラダが美しい!! 女感サウナ（2024年12月16日号 - ）

### ゲーム
- WCCF15－16（セガ・インタラクティブ、2016年稼働） - 秘書 役[60]